# Štěpán Kučera
Štěpán Kučera (* 11. Juni 1984 in Prag) ist ein tschechischer Fußballspieler.

## Vereinskarriere
Kučera begann mit dem Fußballspielen beim kleinen Prager Verein Sokol Bíla Hora. Mit 15 Jahren wechselte der Verteidiger zu Chmel Blšany. 2001 ging er zu Sparta Prag, in der Saison 2002/03 war er an den Prager Viertligisten Uhelné sklady ausgeliehen. Anschließend kehrte er zu Sparta zurück, wurde aber nur in der B-Mannschaft eingesetzt, die in der 2. Liga spielte. Anfang 2006 wurde Kučera an den FK Jablonec 97 ausgeliehen, für den er am 25. Februar beim 2:1-Auswärtssieg über Viktoria Pilsen in der Gambrinus Liga debütierte. In der Winterpause 2006/07 kehrte der Abwehrspieler nach Prag zurück und eroberte sich gegen Saisonende einen Stammplatz.
Im Mai 2007 wurde Kučera für vier Jahre vom FC Brügge verpflichtet. Er zog sich im Juli 2007 einen Jochbeinbruch zu und fiel mehrere Wochen verletzt aus. Anschließend spielte er mit einer speziellen Maske. Im Herbst 2008 war Kučera an Sparta Prag ausgeliehen. Anfang Februar 2009 wechselte Kučera erneut auf Leihbasis zum FK Jablonec. Im Sommer 2009 kehrte Kučera nach Belgien zurück und wurde an den KSV Roeselare verliehen. Nach der Vertragsauflösung beim FC Brügge schloss sich der Tscheche im September 2010 dem Zweitligisten SK Kladno an.
Es folgten von 2011 bis 2015 Stationen in Kasachstan bei Tobol Qostanai und Irtysch Pawlodar. Dann wechselte er kurzzeitig zum tschechischen Zweitligisten FK Slavoj und seit Juli 2016 spielt er für den FK Stechovice in der dritten Liga.